# Juvenile Justice
Juvenile Justice (hangul: 소년 심판) är en sydkoreansk TV-serie från 2022. Serien är regisserad av Hong Jong-chan med Kim Hye-soo, Kim Mu-yeol och Lee Sung-min i huvudrollerna. Den berättar historien om en domare som är känd för att ogilla brottsliga ungdomar och som blir utsedd att döma i en ungdomsdomstol. Serien släpptes på Netflix den 25 februari 2022.
27 januari 2023 framkom i olika medier att produktionen av andra säsongen av Juvenile Justice hade ställts in och att serien var nedlagd.

## Synopsis
Juvenile Justice följer historien om Shim Eun-seok, en elitdomare med en kall och reserverad personlighet som är känd för sin aversion mot brottsliga ungdomar. Hon blir nyutnämnd domare i en ungdomsdomstol i Yeonhwa-distriktet. Där avviker hon från kända normer och tillämpar oortodoxa straff för de dömda. 
Dramat innehåller ett budskap om hur samhället svikit de ungdomar som har hamnat på brottslig bana.

## Roller

### Huvudroller
- Kim Hye-soo som Shim Eun-seok, en sträng domare i ungdomsdomstolen med bittert förflutet som formade hur hon uppfattar ungdomsbrottslingar.[5]
- Kim Mu-yeol som Cha Tae-joo, en medkännande domare vid ungdomsdomstolen med tidigare historia som offer för övergrepp i hemmet, och som befunnit sig på ungdomsanstalt.
- Lee Sung-min som Kang Won-joong, chef för Juvenile justice division.[6]
- Lee Jung-eun som Na Geun-hee, efterträdde Kang Won-joong som chef för Juvenile justice division.[7]

## Produktion

### Utveckling
I november 2020 bekräftade Netflix produktionen av originalserien Juvenile Justice. Det bekräftades också att Hong Jong-chan skulle regissera serien och att Kim Hye-soo skulle spela Sim Eun-seok, en nyutnämnd domare. Serien kommer att kretsa kring frågor om lagar för ungdomsbrottslingar, dagligt liv och bekymmer för ungdomsdomare.

### Rollfördelning
I december 2020 bekräftades det att Kim Mu-yeol och Lee Sung-min skulle vara huvudrollsinnehavare.

### Filmning
Den 4 maj rapporterades det att serien hade börjat produktion.

## Mottagning

### Publikens respons
Juvenile Justice var 2 veckor i rad från den 28 februari till 6 mars och 7 mars till 13 mars, med 45,93 miljoner respektive 25,94 miljoner tittartimmar på första plats i Global Top 10:s veckolista över de mest sedda icke-engelska Netflix-programmen.

### Kritikers respons
Jonathon Wilson från Ready Steady Cut betygsatte tv-serien med 3 stjärnor av 5 och berömde Kim Hye-soos prestation men kritiserade manuset. Wilson skrev "Kim Hye-soo levererar en fantastisk prestation här som skrivandet inte alltid stöder." Han kritiserade serien för bristande klarhet i huvudrollen; "Jag står inte bakom tron att alla TV-program behöver en "gillad" huvudperson, men de flesta behöver en tydlig synvinkel.". Sammanfattningsvis skrev Wilson "Juvenile Justice, liksom de unga lagöverträdarna vars olika makabra brott den beskriver, inser aldrig sin fulla potential."
Joel Keller från Decider som recenserade serien skrev: "Juvenile Justice är ungefär lika nära ett amerikanskt förfarande som Netflix eller koreansk TV kommer. Vi hoppas att vi får lite mer bakgrundshistoria om huvudpersonen, men fallen kanske bara är tillräckligt övertygande att behålla vårt intresse.".
Pierce Conran från South China Morning Post gav 3 stjärnor av 5 och skrev "En grundad skådespelare som utforskar ungdomsbrottslighet i en tätt vävd ram av rättsvetenskap som ibland växlar till en mycket melodramatisk växel."